# Gobibär
Als Gobibär, mongolisch Mazaalai, wird eine Form des Braunbären bezeichnet. Sie wird heute dem Isabellbären (Ursus arctos isabellinus) zugerechnet, der auch in anderen Gebieten Zentralasiens, in Nord-Indien, Pakistan, Afghanistan und Kasachstan vorkommt.
Der Gobibär kommt in einem kleinen Teil der Wüste Gobi in der Mongolei vor. Er wird in der nationalen Roten Liste als vom Aussterben bedroht geführt. Die extrem kleine Population und das kleine Verbreitungsgebiet machen ihn anfällig für Bedrohungen.

## Merkmale
Die Männchen des Gobibären haben eine Körperlänge von 1,47–2,20 Meter, die Weibchen 1,37–1,83 Meter und ein Gewicht von 52–100 kg. Er hat ein kurzes, rot-braunes oder sandfarbenes Fell, oft mit hellen Markierungen an Nacken und Brust. Sein Körperbau ist schmal und hochbeinig, was ihm schnelle, wendige Bewegungen erlaubt. Männliche Tiere haben einen größeren Kopf und eine breitere Schnauze als ihre weiblichen Artgenossen.

## Verbreitung
Anders als andere Braunbären, die große Waldgebiete bevorzugen, lebt der Gobibär in der Wüste. Die Transaltai-Gobi liegt im südwestlichen Zipfel der Mongolei an der Grenze zu China und bildet den westlichsten Ausläufer der Wüste Gobi. Der Gobibär kommt hier nur in drei kleineren Gebirgszügen vor, die als Tsagaan Bogd Uul zusammengefasst werden. Der Verbreitungsschwerpunkt liegt in der Umgebung der Oasen Baruun Tooroi und Shar Khulsny Bulag. Die Gesamtfläche des heutigen Lebensraumes wird auf lediglich 10.000 bis 15.000 km² geschätzt.

## Ernährung und Lebensweise
Wie alle Braunbären lebt der Gobibär, außer in der Paarungszeit, als Einzelgänger. Die Tiere sind standorttreu und durchstreifen als Einzelgänger auf Suche nach Nahrung (Beeren, Wurzeln und Pflanzen wie Wilder Rhabarber, Bajunna sowie Insekten, Eidechsen, Nagetiere usw.) und Wasser riesige Reviere, welche sie gegen fremde Artgenossen verteidigen.

## Systematik
Der taxonomische Status des Gobibären war lange unklar. 1992 wurde er von Sokolov and Orlov als Unterart Ursus arctos gobiensis beschrieben und 2007 nach genetischen Untersuchungen als Reliktpopulation des Isabellbären (Ursus arctos isabellinus) identifiziert.

## Bedrohung und Schutz
Wie alle Bärenarten in Asien ist auch diese Braunbärenpopulation in ihrem Bestand bedroht. Die letzten Bestandsschätzungen für den Gobibären gehen von einer relativ stabilen Population von 25 bis 40 Exemplaren aus, der genaue Bestand ist nicht bekannt. Gründe für die Seltenheit sind die unkontrollierte Jagd, um Bärengalle für die traditionelle chinesische Medizin und Trophäen zu gewinnen, sowie Unfälle und die Zerstückelung des Lebensraums der Tiere durch menschliche Siedlungen und landwirtschaftliche Flächen.
Es werden zum Schutz der Tiere verschiedene Reservate ausgewiesen, welche aber aufgrund der mangelnden wissenschaftlichen Datenlage noch nicht ausreichen. Daher laufen in den Ländern, wo der Gobibär vorkommt, verschiedene wissenschaftliche Studien, um weitere Erkenntnisse für Schutzmaßnahmen zu erhalten. Der Landesbund für Vogelschutz in Bayern unterstützt ein Projekt zum Schutz des Gobibären in der Mongolei. Dort wird ein Schutz- und Informationszentrum aufgebaut. Die IUCN listet den Gobibären nicht als Unterart, die Braunbärenpopulation in der Mongolei wird aber im Washingtoner Artenschutzabkommen in Anhang 1 geführt.